# Вільсандійська рятувальна станція
Вільсанді́йська рятува́льна ста́нція (ест. Vilsandi päästejaam) — служба порятунку на воді, розташована на острові Вільсанді, що на заході Естонії. Заснована 1859 року як перша морська рятувальна станція в тогочасній Російській імперії, у XX столітті припинила існування.
Відома завдяки своєму старовинному елінгу, який 2004 року визнано пам'яткою культури національного значення. У державному реєстрі він зазначений під офіційною назвою як Дерев'я́ний е́лінг з кам'яно́ю ра́мпою Вільсанді́йського морсько́го рятува́льного пу́нкту. Цей об'єкт є найзахіднішою рятувальною станцією країни, а також єдиним дерев'яним елінгом Естонії, який зберігся в первісному вигляді дотепер.
Станція знаходиться на теренах національного парку Вільсанді, входить до переліку його туристичних об'єктів.

## Історія
Острів Вільсанді розташований у тій частині Балтійського моря, де відбувається повільне геологічне підняття дна. Внаслідок цього його західна околиця мілководна і має багато невеликих, але підступних рифів. Через цю місцеву особливість у XVIII—XIX сторіччях, коли на Вільсанді розвинулось судноплавство і рибальство, багато кораблів розбивалось на навколишніх скелях. Це обумовило потребу в рятувальній команді, яка б могла швидко дістатися місця потопання судна. Такий загін був створений Морським міністерством Російської імперії 1859 року (Естонія на той час входила до її складу). Його появі передували сприятливі умови: з 1835 по 1850 роки місцеві луки і рибальські угіддя належали волостям Аустла, Карала, Кіхельконна, Лоона. Їхні власники наймали в рятувальні команди найвправніших моряків серед місцевих судновласників і рибалок.
1859 року новоутворену команду підпорядкували наглядачеві Вільсандійського маяка, в її розпорядження передали п'ятивесельну шлюпку і будівлю з медичним кабінетом і двома ліжками. 1874 року для зберігання човна звели дерев'яний елінг, а для зігрівання врятованих потопельників — кам'яну сауну. Командир рятувальників Яан Теяр згадував, що 1876 року його роботі дуже сприяв тодішній наглядач маяка Михайло Сидоров. Крім нього до рятувальних операцій долучались пірнальник та човняр з Лоони. У період з 1860 по 1870 рік працівниками служби було врятовано від загибелі 38 осіб. Документи 1919 року свідчать, що тоді середній вік членів рятувального екіпажу становив 48,5 років, тобто команда складалася з найдосвідченіших моряків. Молоді рятувальники входили до її резерву.

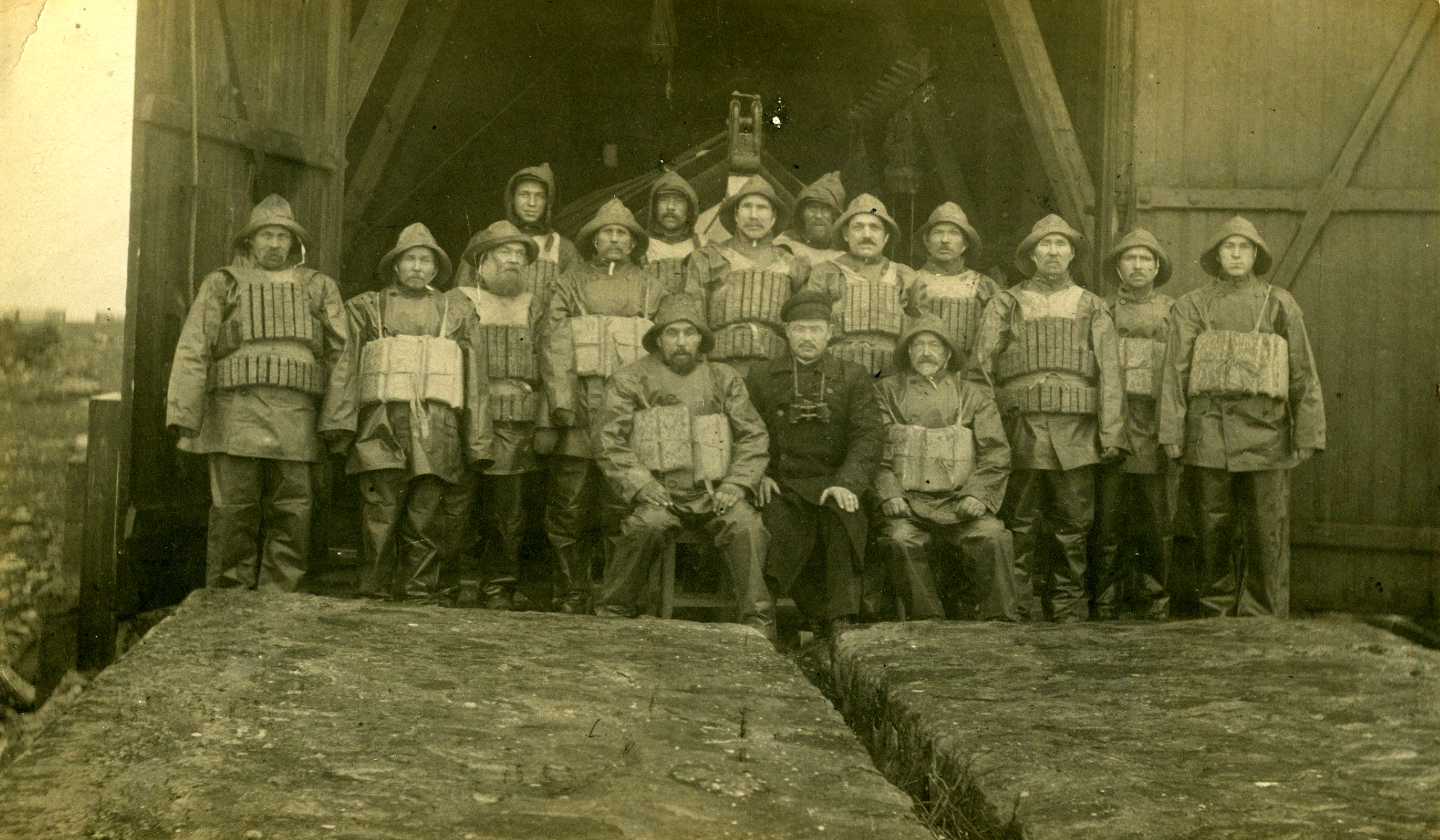
Вільсандійська рятувальна команда позує на рампі станції в 1922—1923 роках (фото з колекції Музею Сааремаа).

Члени вільсандійської рятувальної команди не тільки рятували потопельників, а й ремонтували ушкоджені підводні частини кораблів, викачували воду з напівзатоплених суден, гасили на них пожежі. Рятувальні шлюпки мали усе необхідне оснащення (рятувальні круги, льодоруби, сигнальне обладнання тощо), до того ж мали у своєму корпусі наповнені повітрям герметичні металеві коробки для покращення плавучості. В обов'язки інспектора рятувальної служби, який за сумісництвом був наглядачем маяка, входила організація прийому врятованих на березі. Остання «рятувальна» операція вільсандійської команди відбулась восени 1944 року: коли стало зрозуміло, що наступ Червоної армії невідворотний, деякі естонці на рятувальному човні переправились до Швеції. Серед цих втікачів був відомий художник Еерік Хаамер.
Після Другої світової війни терени Естонії відійшли до СРСР. Новий державний кордон пройшов трохи західніше острова Вільсанді, тим самим поклавши кінець вільному судноплавству і рибальству. Після його припинення Вільсандійську рятувальну станцію закрили за відсутності потреби в послугах рятувальників. Дерев'яний елінг включили до комплексу господарських споруд Вільсандійського маяка, на якому за радянських часів працювали військові. Через малочисельність персоналу і закритість цього місця для сторонніх експлуатація споруд була ощадною, тому вони відносно добре збереглися. Після здобуття Естонією незалежності весь архітектурний комплекс Вільсандійського маяка визнано національно значимою пам'яткою культури. 7 липня 2004 року кожна з його будівель була включена в реєстр під власним номером, тобто визнана окремою пам'яткою. Елінг рятувальної станції зазначений в ній під № 27 251. У 2011—2012 роках цей об'єкт відреставрували.

## Опис

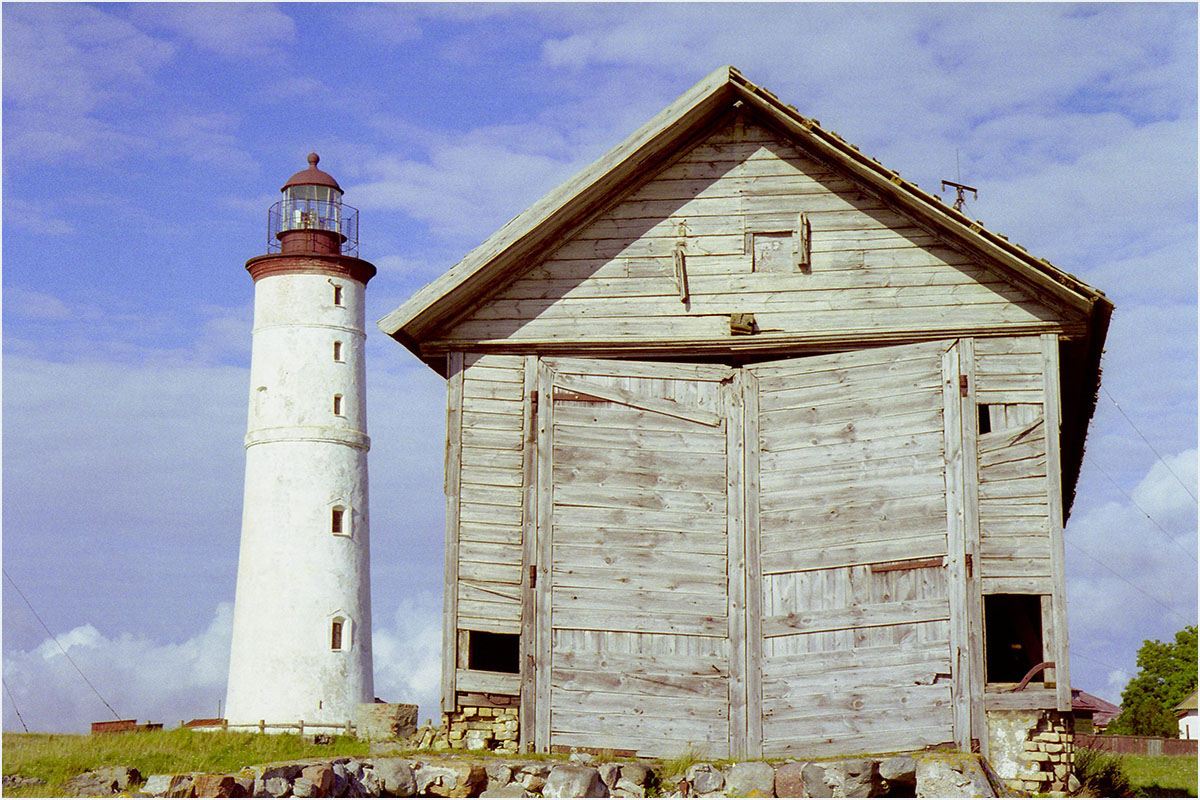
Морська брама Вільсандійської рятувальної станції до реставрації (світлина 2000 року). Позаду видно ще одну пам'ятку острова — Вільсандійський маяк.

Елінг Вільсандійської рятувальної станції являє собою одноповерхову дерев'яну будівлю з двосхилим дахом. Він створений за типовим проєктом, тому має стандартні розміри, що відповідають пропорціям рятувальної шлюпки. Довжина будівлі становить 11,7 м, ширина — 5,5 м, висота стін — 2,7 м. Зведена на самому березі моря, вона з боку води оснащена брамою, через яку спускали рятувальний човен. Для зручності спуску тут облаштована кам'яна рампа. Кам'яним є також і фундамент споруди. Стіни і брама мають вигляд дерев'яної решітки, зверху перекритої горизонтальними дошками. Так само зроблений і дощаний дах.
За старовинними будівельними нормами дерев'яні частини рятувальних станцій необхідно було щорічно змащувати смолою або іншою водостійкою речовиною задля покращення гідроізоляційних властивостей. В Естонії для цих потреб зазвичай використовували місцеву сланцеву нафту. За радянських часів такою обробкою нехтували, тому елінг Вільсандійської рятувальної станції тоді скидався на звичайний сарай. Під час реставрації 2011—2012 років не тільки відновили пошкоджене дерев'яне покриття, але й заново його просмолили та відновили маркування. Первісно елінг рятувальної станції мав на брамі, зверненій в бік моря, емблему рятувальної служби Росії — червоний хрест, поверх якого намальовані сині якори. Над цим малюнком також відновили історичну дошку з назвою об'єкту.
Вільсандійська рятувальна станція розташована в межах сучасного національного парку Вільсанді, вона є однією з його туристичних атракцій. Поряд з цією історичною будівлею знаходяться й інші цікаві об'єкти — Вільсандійський маяк з комплексом господарських споруд (будинок наглядача, казарми, кам'яний льох тощо); найстаріша в Естонії метеостанція; станція моніторингу, що відстежує забруднення повітря.